# HD105016
HD105016 — хімічно пекулярна зоря спектрального класу A3, що має видиму зоряну величину в смузі V приблизно  6,8.
Вона  розташована на відстані близько 386,4 світлових років від Сонця.